# Paulus Godin

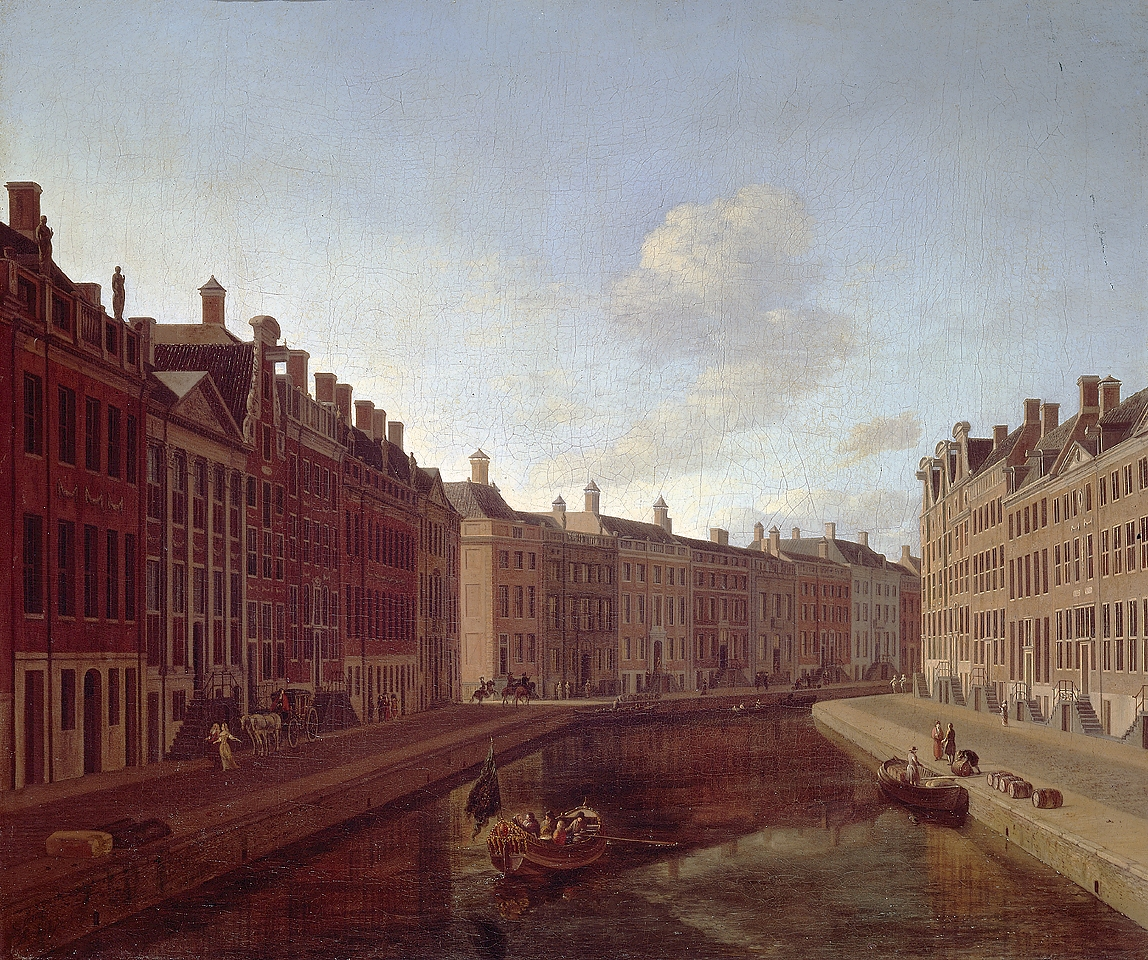
Het uitzicht van Paulus Godin als hij de deur uitstapte: de bocht van de Herengracht door Gerrit Berckheyde

Paulus Godin of Godijn (Antwerpen, 21 oktober 1615 – Amsterdam, 2 oktober 1690) was een koopman in linnen en wol, bewindhebber van de West-Indische Compagnie en directeur van de Sociëteit van Suriname bij de oprichting in 1683 samen met Philip van Hulten en Gillis Sautijn.

## Voorgeschiedenis
Nadat in 1585 Antwerpen door de Spaanse stadhouder Alexander Farnese, hertog van Parma, veroverd werd vluchtte de familie Godin naar het noorden. Via Middelburg kwamen ze uiteindelijk in Amsterdam terecht. Door huwelijken met de familie Trip en Van Baerle werden ze snel in de hoogste kringen opgenomen.
Daniel Godin, zijn vader, behoorde met zijn oom Samuel Godin tot de eerste inleggers in de Zeeuwse kamer van de VOC. Daniel woonde op de Keizersgracht en de Herengracht. Naar eigen zeggen was hij in 1623 door Filips III van Spanje in de adelstand verheven. In 1636 verhuurde Daniel Godin een boerderij en 20 morgen land in de Beemster voor 840 gulden per jaar. De boer moest, zo vaak als werd gevraagd, de verhuurder met vrouw en kinderen door de polder rijden. In 1642 handelde Daniel Godin voor zichzelf en op naam van zijn firma op Nederlands-Brazilië. In 1645 werden hij en zijn vrouw Sara Dragon kort na elkaar begraven in de Waalse kerk.

## Biografie
Paulus Godin trouwde in 1648 met Catharina Hattigh uit Keulen, naar eigen zeggen dertig jaar oud hoewel de doopakte laat zien dat hij in werkelijkheid drie jaar ouder was. Ze woonden op Herengracht 502, dat Godin in 1671-1672 had laten bouwen. Tegenwoordig is dit de ambtswoning van de burgemeester. Godin bezat ook het achterliggende erf Keizersgracht 620. Daar liet hij een koetshuis  annex paardenstal bouwen welk geheel in 1684 gereed kwam.

## Asiento
Vanaf 1675 was Godin betrokken bij het Asiento, verkregen door Balthasar en Josephus Coymans. Het Asiento behelsde vijf jaar lang ieder jaar 4.000 slaven te leveren op eiland Curaçao, bestaande uit 2/3 mannen en 1/3 vrouwen. In 1677 sloot Manuel de Belmonte een overeenkomst met het Consulado de Sevilla voor Paulus Godin, Marcus Broens, Jasper Pellicorne en Jeremias Noiret, bewindhebbers van de WIC te Amsterdam, betreffende het kopen van 1.600 à 1.800 slaven in voorraad zijnde op het eiland Curaçao om ingezet te worden in Spaans West-Indië. In 1682 lieten Juan Barroso del Pozo en Nicolás Porcio, in samenwerking met Nicolaes van Hoorn, Isaack van de Heuvel, Paulus Godin en zijn neef Isaack Jan Nijs (commissaris), François de Vicq en Philippe d’Orville, bewindhebbers WIC, een contract opmaken met Joan Coymans en Carel Voet (zwagers) in compagnie met Henrico Staats, gemachtigde van kapitein Juan Barosso del Poso. Op 3 juli 1683 lieten Paulus Godin, Pieter Pedeceur en Philippe van Hulten 150 personen, mannen, vrouwen en kinderen, van Middelburg naar Suriname brengen.

## Varia
- De eerste steen van het Walenweeshuis (nu Maison Descartes) waar Godin bestuurder van was, werd in 1669 gelegd door zijn zoon Paul (1653-1687) en Sara van Raye.
- In 1687 stierven zijn vrouw en zijn zoon.
- Zijn nalatenschap bedroeg 526.769 gulden. (nu anno 2020 is dat circa 6.500.000 euro waard)

## Genealogie van de familie Godin
De familie Godin is afkomstig uit Henegouwen of Artesië, hetzij Kamerijk of Valencijn. Verschillende leden benadrukten de adellijke afkomst van de familie, hoewel deze vanwege het ontbreken van een adelsdiploma onzeker is. De familie poogt haar afkomst terug te leiden tot het jaar 1065, maar enigszins betrouwbare bronnen beginnen pas bij Jean Godin.
Jean Godin (Valencijn 1529 - Keulen 1600), ridder, heer van Bréaugies, trouwde met Barbara Vivien. Hij was kolonel en gouverneur van het fort Lillo tijdens de Spaanse Furie. Als tegenprestatie werd hij postmeester van Antwerpen. Het postmeesterschap werd overgenomen door Turn en Tassis. In een nog onbekend jaar werd Godin gevangengenomen en zijn kinderen vluchtten alle kanten uit.
- Jacques Godin (? - Frankfurt 1604) ∞ Cornelia Malepart of Malapart (1575-1634) te Aken in 1592. Hij had een firma met zijn broers Charles en Philippe.
  - Jean Godin ∞ Anne le Comte(?). Advocaat bij de Grote Raad van Mechelen, vader van Judith en Marie Godin?
  - Jacob of Jacques Godin ∞ Marguerite van Panhuys
  - David Godin (1597-1666), drossaart van Sint Maartensdijk en Scherpenisse, heer van Boelesteyn en Maarssenbroek, ∞ Margaretha van Vosbergen in 1633.[12] 
    - Jean Louis Godin (-1688) heer van Maarssenbroek en Duivendijk; in het Rampjaar door de Staten van Utrecht afgevaardigd naar Lodewijk XIV.[13]

  - Marie Godin (geb. te Aken) ∞ Pierre Panhuysen (Antwerpen 1582-) in 1613
- Charles Godin (? - Frankfurt 1605). Zijn weduwe Rachel le Carlier (le Rideur) trouwde in Amsterdam met Jacques Scott.[14] Hun zoon Everard Scott (1616-1679) verkocht de bouwgrond van Herengracht 502 en de twee erven aan de Keizersgracht aan zijn neef Paulus Godin.
  - Rachel Godin (-1669) uit Haarlem, ∞ David van Baerle (1595-1671) in 1628; hun zoon Hendrick van Baerle was directeur van de Sociëteit van Suriname
  - Charles Godin
- Phillipe Godin (1563-1613) ∞ Susanne Malepart (1582-1612) in 1599 te Keulen.[15]
  - Maria Godin (1610-1641) ∞ Isaac Godin
- Samuel Godin (Antwerpen 1561-1633), wolhandelaar; kwam via Middelburg naar Amsterdam en was een van de eerste bewindhebbers van de Noordsche Compagnie (1617) en de WIC (1621) en eigenaar van het patroonschap Swaanendael in Nieuw-Nederland (1630); ∞ Anna Anselmo (1583-1630) in 1602, acht kinderen.
  - Samuel Godin de jonge (1603-?) ∞ Catharina Wouters in 1637; hij erfde de hofstede in de Beemster, maar verhuisde naar Haarlem. De hofstede deed hij mogelijk over aan zijn oom Daniel Godin.
  - Anthonie Godin
  - Johanna Godin (1606-1648)∞ Jacob Trip
  - Cecilia Godin (1607-1637) ∞ Hendrik Trip, woonde naast Keizersgracht 118-120?
  - Phillipe Godin (ca. 1613-) studeerde in Utrecht en Harderwijk; ∞ Barbera van Vanevelt; baljuw van Rijnsburg
  - Louis Godin (1619-1668?) erfde met zijn broers Anthony en Jean een aandeel in de Groenlandse pakhuizen en de Noordsche Compagnie.
  - Jean Godin (1621-1661 of 1681?), makelaar, bewoonde Keizersgracht 618
  - Maria Godin (1624-1708) ∞ Pieter Graswinckel uit Delft of Heenvliet in 1644
- Anthony Godin (1573-1639), bewindhebber van de Westindische Compagnie in Middelburg; ∞ Anna Malepart (1584-) in 1602.
  - Isaac Godin (1608-1647) ∞ Maria Godin (1610-1641)
  - Henry Godin (1615-1670) ∞ 1. Sara Godin (1621-1650) in 1646; magistraat in Middelburg en bewindhebber van de VOC kamer te Zeeland.[16] ∞ 2. Christina Luycx (1632-1670)
- Daniel Godin (1576?-1645) behoorde met zijn broer Samuel tot de eerste inleggers in de Zeeuwse kamer van de VOC; ∞ Sara Dragon (-1645) in 161?, woonachtig op de Keizersgracht 103, 107 en de Herengracht. Eigenaar van de hofstede Overthoorn bij Heemstede, nu onderdeel van landgoed Bosbeek.
  - Barbara Godin (1613-) ∞ Pieter Schardinel in 1638 en ∞ Edmond Schardinel in 1657; eigenaar van het landgoed Bosbeek
  - Paulus Godin (1615-1690) ∞ Catharina Hattigh uit Keulen in 1648; bewindhebber van de WIC en directeur van de Sociëteit van Suriname.[17]
    - Daniel Godin (1649-1657)
    - Paulus Godin (1653-1687)
    - Catharina Godin (1660-1712) ∞ Cornelis Bors van Waveren in 1690

  - Pierre of Pieter Godin (1618-1683) ongehuwd; woonde op Herengracht 502 met zijn broer
  - Sara Godin (1621-1650) ∞ Henry Godin (1615-1670) uit Middelburg in 1646
  - Elisabeth Godin (1623-1693) ∞ Coenraadt van Heussen in 1648
- Louis Godin (-1608?) woonde in Lissabon
- Marie Godin ∞ Jacques le Clerc
- Jeanne Godin ∞ Jean Muysson; zij kwamen in 1604 naar Amsterdam.
- Nicolas, Maximiliaan, Cecile en Barbe Godin zijn jong gestorven
- Een van de nazaten van Paulus Godin, Jean Godin, geboren in 1642, was eigenaar van de houtplantage Onverdagt in Suriname, later een koffieplantage.[18]